# Pentasteron intermedium
Pentasteron intermedium är en spindelart som beskrevs av Baehr och Rudy Jocqué 200. Pentasteron intermedium ingår i släktet Pentasteron och familjen Zodariidae. Inga underarter finns listade i Catalogue of Life.